# Гранд-Арми-Плаза (линия Истерн-Паркуэй, Ай-ар-ти)
|   |   |   |   |
| · | · | · | · |

|   |   |   |   |
| · | · | · | · |

«Гранд-Арми-Плаза» (англ. Grand Army Plaza) — станция Нью-Йоркского метрополитена, расположенная на линии Истерн-Паркуэй, Ай-ар-ти. Станция находится в Бруклине, в округе Парк-Слоуп, на пересечении Гранд-Арми-Плаза и Флатбуш-авеню. На станции останавливаются маршруты: 2 (круглосуточно), 3 (круглосуточно, кроме ночи) и 4 (ночью). Экспресс-пути, проходящие под станцией, используются маршрутами 4 (круглосуточно, кроме ночи) и 5 (в будни днём).
Станция была открыта в рамках продления линии Истерн-Паркуэй от Атлантик-авеню дальше в Бруклин — до Краун-Хайтс — Ютика-авеню. Станция расположена на четырёхпутном участке линии и представлена одной островной платформой, обслуживающей только локальные пути. Глубже (под платформой) располагаются четыре пути. Два внешних из них — это экспресс-пути той же линии. Два пути между ними относятся к двухпутной линии Брайтон и к востоку от станции уходят вглубь. Такое сплетение путей двух линий объясняется их совместным строительством в рамках «Двойного контракта». Платформы оформлены мозаикой. В 1995 году в мезонине станции поместили мозаику, увековечившую название компании IRT, к сети которой относилась станция. Выход со станции приводит к перекрёстку Плаза-стрит, Флатбуш-авеню и Сент-Джонс Плейс.